# Cimber Air
Cimber Air (mã IATA: QI, mã ICAO: CIM) là công ty hàng không của Cimber Air Holding, có trụ sở tại Sønderborg (nam bán đảo Jutland, Đan Mạch). Cimber Air có các tuyến bay trong nước và hợp tác với Scandinavian Airlines System, Lufthansa trong các tuyến bay quốc tế. Phi trường căn cứ (hub) của Cimber Air là Sân bay Billund. Cimber Air xuất bản tạp chí Flyaway mỗi năm 6 lần.

## Lịch sử
Ngày 1 tháng 8 năm 1950 viên phi công trưởng Ingolf Nielsen mua Công ty hàng không Sønderjylland, đổi tên thành Cimber Air. Tháng 5 năm 1958 Scandinavian Airlines System mua 26% cổ phần của Cimber Air. Tháng 3 năm 2003, Scandinavian Airlines System bán lại cổ phần cho Cimber Air Holding. Cimber Air có công ty con cũng mang tên này hoạt động ở Đức, trụ sở tại Kiel. Tháng 3 năm 2007 công ty có 368 nhân viên.

## Đội máy bay
(stand: April 2008)
- 1 ATR 42-300
- 4 ATR 42-500
- 3 ATR 72-200
- 1 ATR 72-500
- 15 Bombardier CRJ200

## Các nơi đến
- Đan Mạch
  - sân bay Aalborg
  - sân bay Billund
  - sân bay Copenhagen
  - sân bay Rønne
  - sân bay Karup
  - sân bay Sønderborg
- Cộng hòa Séc
  - Praha
- Đức
  - Berlin
  - München
- Na Uy
  - Oslo
  - Bergen
- Phần Lan
  - Helsinki
- Ba Lan
  - Wroclaw
- România
  - Bucharest
  - Târgu Mures
- Thụy Điển
  - Stockholm
  - Norrköping
- Thụy Sĩ
  - Basel
- Anh Quốc
  - Newcastle